# Martín Pando
Martín Pando (26. prosince 1934, Buenos Aires – 7. května 2021, Buenos Aires) byl argentinský fotbalový útočník.

## Klubová kariéra
Hrál v Argentině za Club Atlético Platense, Argentinos Juniors, CA River Plate a CA Lanús.

## Reprezentační kariéra
Za reprezentaci Argentiny nastoupil v letech 1960-1962 v 11 utkáních a dal 3 góly. Byl členem argentinské reprezentace na Mistrovství světa ve fotbale 1962, nastoupil v utkání s Maďarskem.